# Чайковское (Одесская область)
Чайковское (укр. Чайківське) — село, относится к Любашёвскому району Одесской области Украины.
Население по переписи 2001 года составляло 32 человека. Почтовый индекс — 66551. Телефонный код — 4864. Занимает площадь 0,293 км². Код КОАТУУ — 5123383205.

## Местный совет
66551, Одесская обл., Любашёвский р-н, с. Новокарбовка